# Deggendorf
Deggendorf (pronunciación en alemán: /ˈdɛɡn̩ˌdɔʁf/ⓘ) es una ciudad del estado de Baviera, Alemania. Tiene una población estimada, a inicios de 2021, de 37 484 habitantes. Es la capital del distrito homónimo.

## Historia

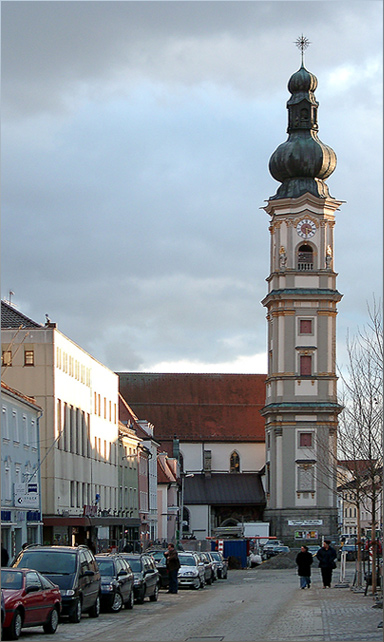
Imagen de la torre de Grabkirche en Deggendorf.

Los primeros vestigios de asentamientos en la zona fueron encontrados cerca del río Danubio y datan de aproximadamente 8000 años atrás. Hallazgos arqueológicos de la Edad del Bronce y de la era celta indican que hubo población en forma continua en el área a través de los milenios.
La primera mención escrita de Deggendorf data de 868, y Enrique II, emperador del Sacro Imperio Romano Germánico, estableció su dominio sobre el área en 1002. Deggendorf se fundó en un cruce natural del Danubio, que continuaba el camino hacia el norte a lo largo del Isar, y ya aparece como ciudad en 1212.
Cuando la casa de Wittelsbach tomó posesión de la zona en el siglo XIII, la ciudad logró desarrollarse y expandirse y nuevos privilegios comerciales se dieron en el siglo siguiente.
Deggendorf sufrió durante la guerra de los Treinta Años y dos tercios de la población murió de peste entre 1633 y 1634. Durante la guerra de sucesión española, partes de la ciudad fueron quemadas y destruidas. Sin embargo, la ciudad fue rápidamente reconstruida gracias a los recursos de los alrededores.
En el siglo XIX el ferrocarril hizo su aparición a través del Danubio hasta el Bosque de Baviera y se construyó un puente para facilitar el transporte. Pero también desde mediados del siglo XIX, los edificios tradicionales de la Edad Media fueron destruidos debido a la expansión de la ciudad.

### Campo de refugiados
En Deggendorf se instaló un campo para los refugiados judíos después de la Segunda Guerra Mundial que albergó hasta 2000 personas. Los refugiados lograron crear un centro cultural que incluía la edición de dos periódicos, un grupo de teatro, una sinagoga, una mikve, etc. El campamento incluso emitió su propia moneda, conocida como el dólar de Deggendorf. Muchos de los residentes del campamento eran supervivientes del campo de concentración de Theresienstadt. El campamento fue cerrado el 15 de junio de 1949.